# Duilio (lớp thiết giáp hạm)
Lớp thiết giáp hạm Duilio (thường được gọi đầy đủ là Caio Duilio theo tài liệu của Ý, hoặc lớp thiết giáp hạm Andrea Doria trong các tài liệu tiếng Anh) là một lớp thiết giáp hạm dreadnought của Hải quân Hoàng gia Ý (Regia Marina). Lớp Duilio được xây dựng và hạ thủy trong khoảng thời gian diễn ra cuộc Chiến tranh Thế giới thứ nhất, và bao gồm hai tàu: Andrea Doria và Duilio. Lớp Duilio là kết quả của những sự cải tiến, nâng cấp đáng kể so với lớp thiết giáp hạm tiền nhiệm là Conte di Cavour, và tương tự như lớp Conte di Cavour, lớp Duilio cũng được trang bị 13 khẩu pháo 305 mm.
Ngay sau khi được đưa vào hoạt động, Andrea Doria và Duilio được giao nhiệm vụ đóng quân tại các căn cứ ở miền nam nước Ý trong Chiến tranh Thế giới thứ nhất, nhằm cầm chân những đơn vị tàu chiến của Hải quân Áo-Hung trong Biển Adriatic. Do đó, chúng không có cơ hội được tham gia bất kỳ trận chiến nào trong chiến tranh. Sau khi Chiến tranh Thế giới thứ nhất kết thúc, hai tàu đã thực hiện nhiều chuyến hải trình ở khu vực Địa Trung Hải và góp mặt vào các vụ tranh chấp, bạo động quốc tế, bao gồm vụ tranh chấp ở đảo Corfu vào năm 1923. Đến năm 1933, cả hai tàu được đưa vào hạm đội dự bị, và hơn bốn tháng sau, chúng được hiện đại hóa. Quá trình hiện đại hóa bao gồm việc loại bỏ một tháp pháo 320 mm ba nòng ở giữa tàu, tăng cường giáp bảo vệ, thay thế hệ thống nồi hơi và động cơ tuabin hơi nước mới và tăng chiều dài thân tàu. Công việc được hoàn thành vào năm 1940, và tại thời điểm đó, nước Ý đã tham gia vào cuộc Chiến tranh Thế giới thứ hai.
Khi đang neo đậu tại Taranto, Andrea Doria và Duilio đã bị các nhóm máy bay của Hải quân Hoàng gia Anh tấn công vào đêm ngày 11, sáng ngày 12 tháng 11 năm 1940. Duilio trúng một quả ngư lôi và thủy thủ đoàn phải ủi tàu lên bờ để giúp tàu không bị chìm, trong khi đó Andrea Doria không chịu bất kỳ hư hại nào trong cuộc tấn công. Việc sửa chữa Duilio được hoàn thành vào tháng 5 năm 1941, và cả hai tàu sau đó được phân làm nhiệm vụ hộ tống các đoàn vận tải tới Bắc Phi trong những tháng cuối năm 1941. Vấn đề thiếu hụt nhiên liệu trầm trọng đã buộc Hải quân Hoàng gia Ý phải ngừng triển khai các tàu chủ lực của họ ra chiến đấu ở Địa Trung Hải; do đó, cả Andrea Doria và Duilio đã dành phần lớn thời gian của chúng trong các năm 1942 và 1943 chỉ di chuyển qua lại giữa các cảng ở Ý. Sau khi Ý đầu hàng Đồng Minh vào tháng 9 năm 1943, Andrea Doria và Duilio được lệnh khởi hành về Malta để đầu hàng người Anh. Theo các điều khoản được thống nhất sau chiến tranh kết thúc, nước Ý đã được phép giữ lại hai con tàu này trong biến chế và cả hai tàu đã nắm giữ vai trò soái hạm của hạm đội cho tới đầu những năm 1950. Đến năm 1953, Andrea Doria và Duilio được xuất biên chế, và được xóa tên khỏi danh sách đăng bạ hải quân vào tháng 9 năm 1956 để đem đi tháo dỡ.

## Thiết kế và đặc tính

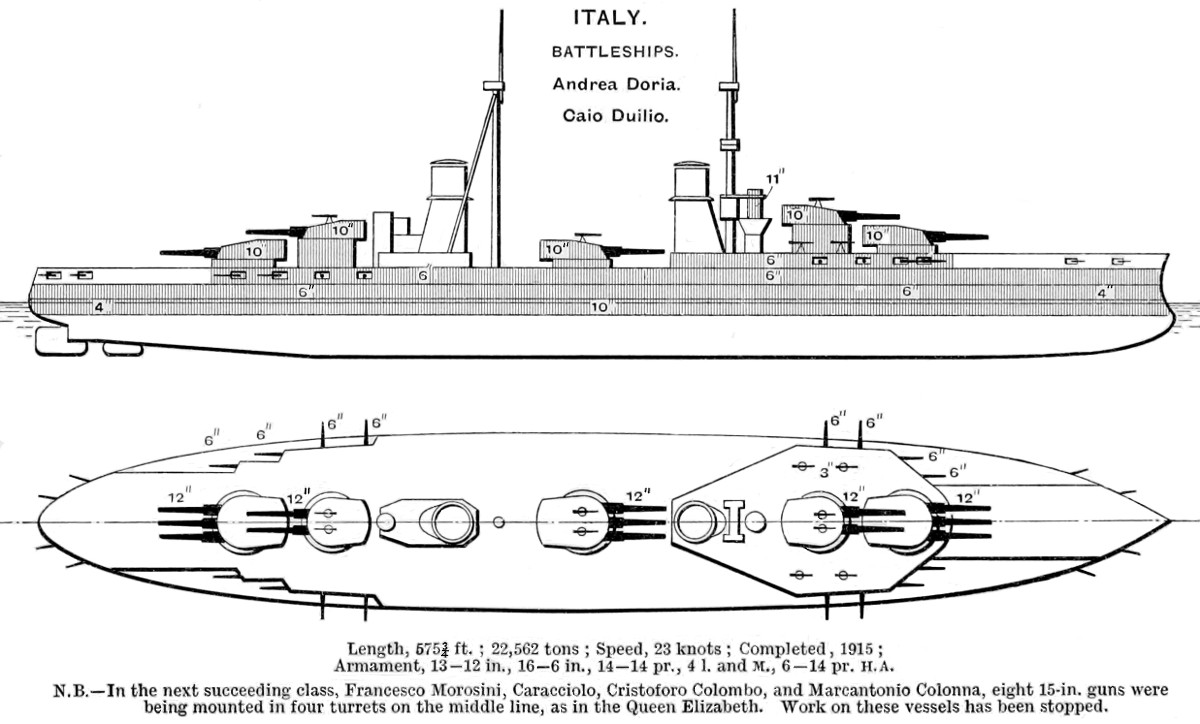
Bản vẽ thiết kế xuất xưởng của lớp thiết giáp hạm Duilio

Lớp Duilio được thiết kế bởi kiến trúc sư hải quân - Phó Đô đốc (Generale del Genio navale) Giuseppe Valsecchi và được chế tạo nhằm đối phó với kế hoạch xây dựng lớp thiết giáp hạm Bretagne của Hải quân Pháp. Do thiết kế lớp thiết giáp hạm tiền nhiệm Conte di Cavour được đánh giá cao về sự hiệu quả, nên nhiều tính năng của lớp đó đã được áp dụng vào việc phát triển lớp Duilio với những sửa đổi nhỏ. Những sửa đổi nhỏ bao gồm việc tối giản hóa hệ thống thượng tầng bằng cách rút ngắn phần boong trên (forecastle deck) ở khu vực mũi tàu, hạ thấp độ cao tháp pháo đặt ở trung tâm tàu và nâng cấp hệ thống pháo hạng hai lên 16 khẩu pháo 152 mm để thay thế cho 18 khẩu pháo 120 mm đời cũ.

### Đặc tính
Lớp Duilio có chiều dài 168,9 m (554 ft 2 in) ở mực mạn nước và chiều dài tổng thể đạt 176 m (577 ft 5 in). Mạn thuyền của lớp rộng 28 m (91 ft 10 in) và có mức mớn nước thiết kế là 9,4 m (30 ft 10 in). Mức tải trọng choán nước thiết kế của lớp là 22.956 tấn Anh (23.324 t) và đạt 24.729 tấn Anh (25.126 t) khi đầy tải. Lớp Duilio được áp dụng hệ thống đáy kép với 23 khoang kín nước, và hai bánh lái được lắp đặt ở trung tâm tàu. Biên chế tiêu chuẩn của các tàu gồm 31 sĩ quan và 969 hạ sĩ quan, thủy thủ cấp thấp.

#### Động cơ đẩy

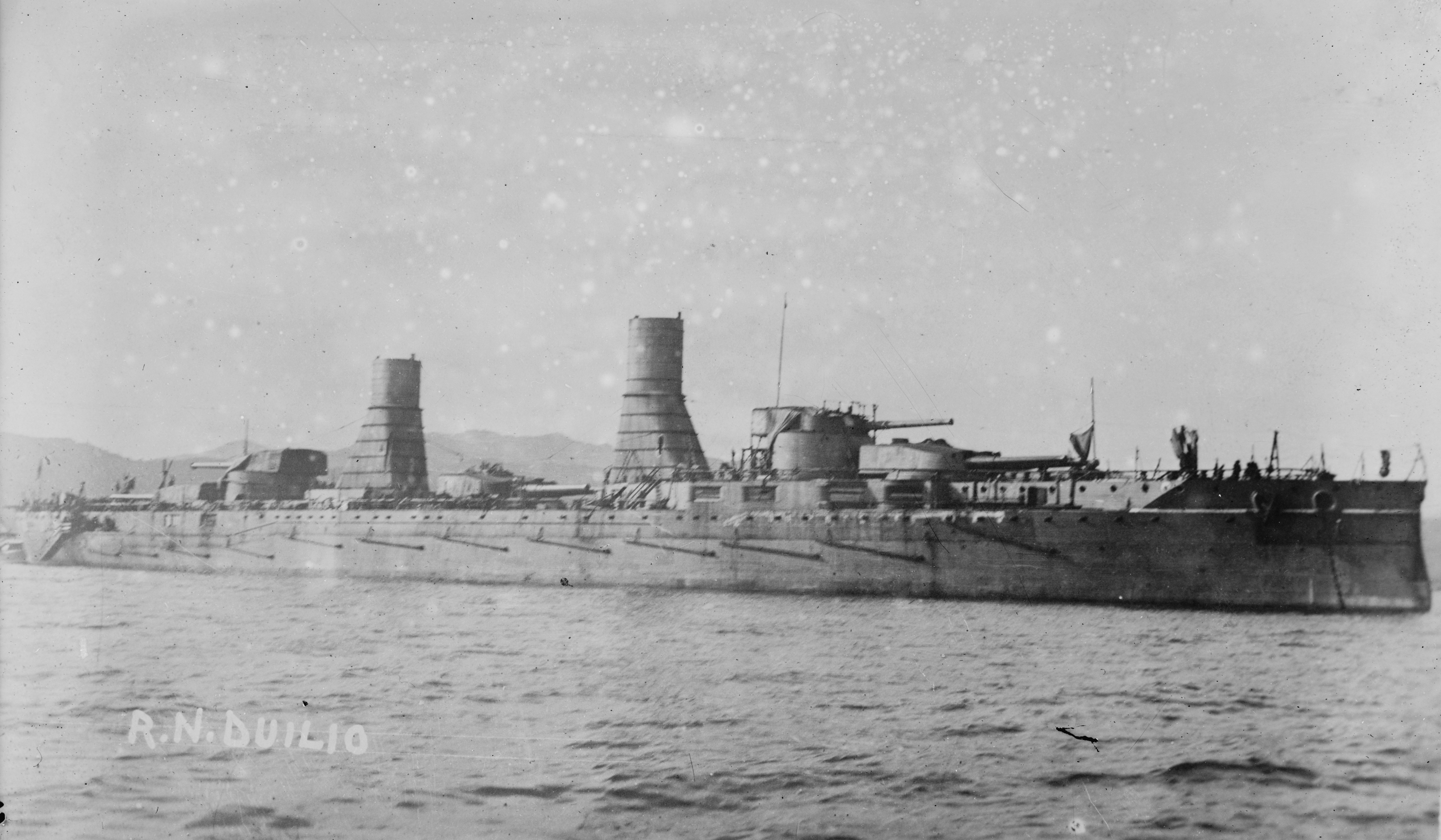
Thiết giáp hạm Duilio đang được chế tạo tại Arsenale di La Spezia, La Spezia,1913-1915

Lớp Duilio sử dụng ba cụm động cơ tuabin hơi nước Parsons, được chia đều cho ba phòng máy riêng lẻ. Phòng máy trung tâm được còn được lắp đặt thêm một bộ động cơ tuabin để tạo năng lượng vận hành hai trục chân vịt trung tâm của tàu, và ở hai bên phòng máy trung tâm là các phòng động cơ tuabin riêng lẻ, có nhiệm tạo năng lượng vận hành cho hai trục chân vịt còn lại ở hai bên rìa của trục trung tâm. Các tuabin của tàu được cung cấp năng lượng bởi 20 nồi hơi nước Yarrow, 8 máy chạy bằng dầu và 12 máy chạy bằng than phun dầu. Được thiết kế để đạt được vận tốc tối đa 22 kn (41 km/h; 25 mph) với công suất 32.000 hp (24.000 kW), không chiếc nào trong lớp đạt được kết quả này trong các buổi thử máy, và chỉ đạt được vận tốc tối đa từ 21 đến 21,3 kn (38,9 đến 39,4 km/h; 24,2 đến 24,5 mph). Andrea Doria và Duilio được thiết kế để mang tối đa khoảng 1.488 tấn Anh (1.512 t) tấn dầu và 886 tấn Anh (900 t) dầu, giúp chúng đạt được tầm hoạt động tối đa là 4.800 nmi (8.900 km; 5.500 mi) ở vận tốc 10 kn (19 km/h; 12 mph).

#### Hệ thống vũ khí

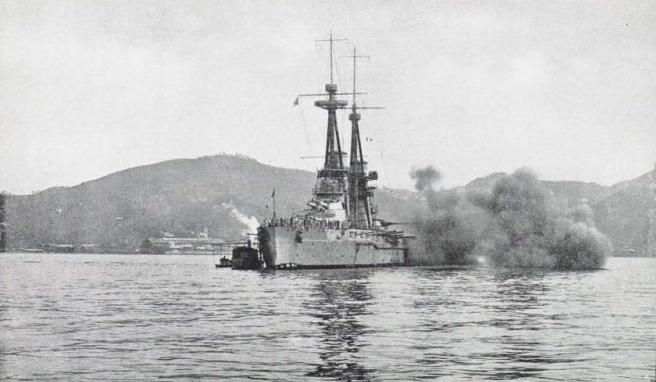
Thiết giáp hạm Andrea Doria đang khai hỏa pháo 305 mm trong một buổi huấn luyện tác xạ, 1916

Cấu hình vũ khí chính của tàu bao gồm 13 khẩu pháo 305 mm được thiết kế bởi hãng Armstrong Whitworth và Vickers, được lắp đặt trong năm tháp pháo. Các tháp pháo được đặt thẳng hàng theo đường trung tâm của tàu, với một tháp pháo hai nòng đặt lên cao phía sau (superfiring) một tháp pháo ba nòng ở khu đầu và đuôi tàu, và tháp pháo thứ năm được đặt ở trung tâm tàu, với các định danh lần lượt là 'A', 'B', 'Q', 'X', và 'Y' từ đầu đến cuối. Tháp pháo có thể đạt được các góc bắn từ −5° đến +20° và mỗi tháp pháo có thể mang tối đa 88 viên đạn. Theo nhà sử học hải quân Giorgio Giorgerini, mỗi viên đạn xuyên giáp (AP) nặng 452 kg có thể bắn đi với vận tốc đầu nòng 840 m/s (2.800 ft/s) với cường độ bắn là khoảng một viên/phút, và có tầm bắn tối đa là khoảng 24.000 m (26.000 yd).
Hệ thống pháo phụ của tàu bao gồm 16 khẩu pháo 152 mm của hãng Armstrong Whitworth, được lắp trong các ụ pháo kín và đặt ở bên dưới, bao bọc các bên của tháp pháo chính. Các khẩu pháo này có góc hạ thấp nhất là −5° và đạt được góc nâng tối đa là +20°. Tốc độ bắn của chúng là khoảng sáu viên/phút, và mang được tối đa 3.440 viên đạn cho toàn bộ 16 khẩu. Đạn pháo nặng 47 kg và có thể bắn đi với vận tốc đầu nòng 830 m/s (2.700 ft/s) tới khoảng cách tối đa 16.000 m (17.000 yd). Để chống lại các mục tiêu như tàu phóng lôi, các tàu được trang bị 19 khẩu pháo 76 mm, và có thể được bố trí ở 39 vị trí khác nhau, bao gồm cả trên nóc tháp pháo chính và khoang trên. Các khẩu pháo này có góc nâng tương tự các khẩu pháo 152 mm, nhưng có tốc độ bắn cao hơn là 10 viên/phút. Chúng sử dụng đạn AP nặng 6 kg (13 lb), có vận tốc đầu nòng 815 mét trên giây (2.670 ft/s) và đạt khoảng cách bắn tối đa 9.100 m (10.000 yd). Ngoài ra, mỗi tàu cũng được lắp đặt thêm ba máy phóng ngư lôi 45 mm (1,8 in) ngầm, với mỗi máy đặt ở hai bên mạn tàu, và máy thứ ba được đặt ở đuôi tàu.

#### Giáp
Đai giáp chính của lớp Duilio dày tối đa 250 mm (9,8 in) và giảm dần xuống còn 130 mm (5,1 in) ở đuôi tàu và 80 mm (3,1 in) ở mũi tàu. Bên trên đai giáp chính là một lớp đường ván dày 220 mm (8,7 in) và kéo dài đến phần mép dưới của boong chính. Phía trên đường ván là một lớp giáp mỏng hơn, dày 130 mm, được thiết kế để bảo vệ các dãy pháo phụ của tàu. Các tàu lớp này có hai sàn bọc thép: sàn chính bao gồm hai lớp kim loại kẹp vào nhau, dày 24 mm (0,94 in) và được gia cố bằng một lớp nữa để tăng độ dày lên đến 40 mm (1,6 in) tại các sườn nối với đai giáp chính. Lớp sàn thứ hai dày 29 mm (1,1 in). Đai giáp chính và các lớp sàn được liên kết với nhau bởi các vách ngăn ngang ở khu vực mũi và đuôi tàu.
Mặt trước của tháp pháo chính được bao bọc bởi một lớp giáp dày 280 mm (11,0 in), hai bên tháp dày 240 mm (9,4 in), và một lớp giáp dày 85 mm (3,3 in) ở cả trần và đuôi tháp pháo. Bệ tháp pháo dày 230 mm (9,1 in) đựoc bảo vệ bởi một lớp giáp dày tối đa 230 milimét (9,1 in) đặt trên sàn tàu và 180 milimét (7,1 in) tại khu vực giữa sàn chính và mũi tàu, và dày 130 mm ở bên dưới sàn chính. Đài chỉ huy phía trước được bọc bởi một lớp kim loại dày 320 mm (12,6 in) và đài chỉ huy phía sau dày 160 mm (6,3 in).

## Nâng cấp và hiện đại hóa

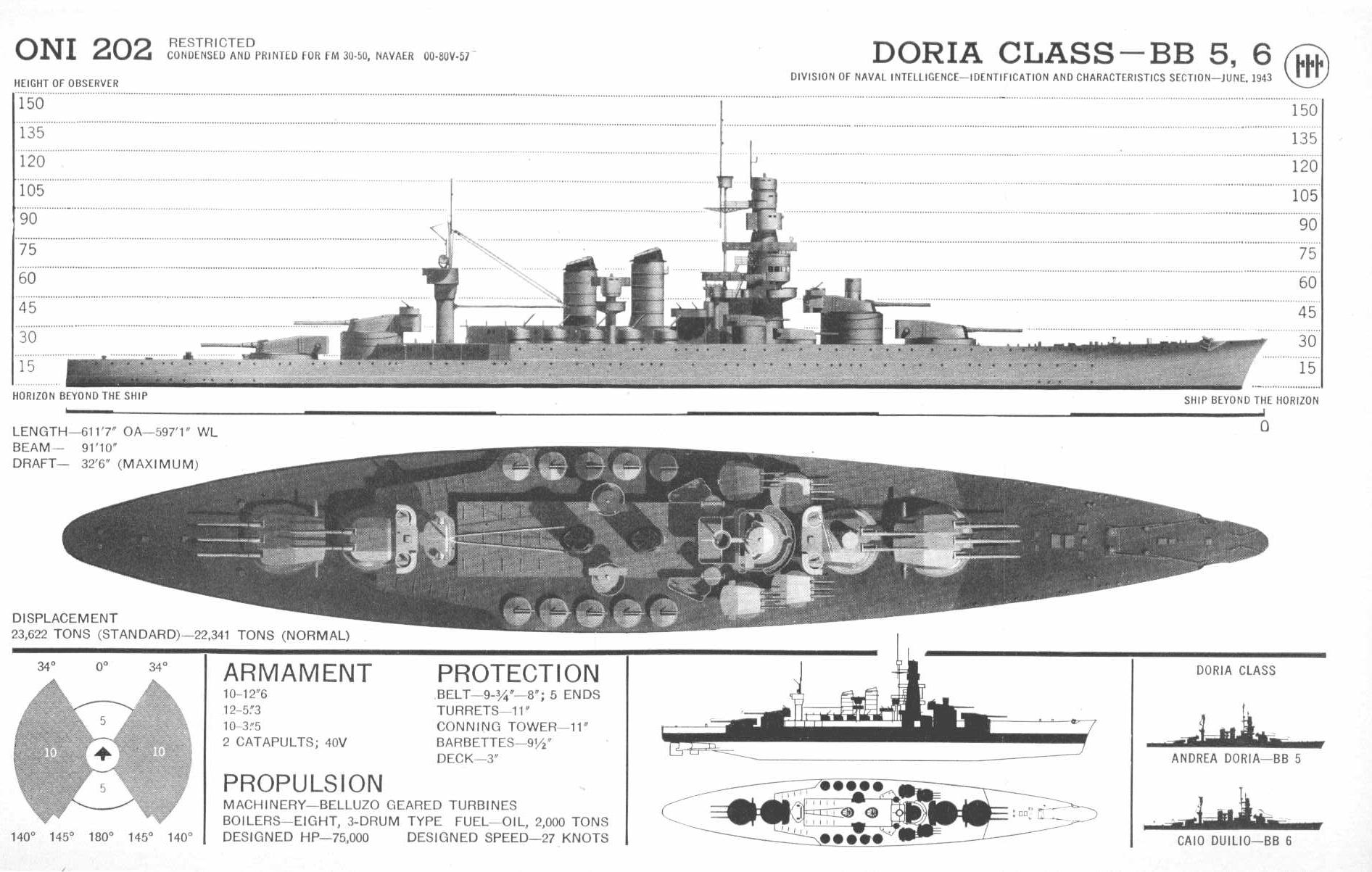
Bản vẽ nhận biết lớp thiết giáp hạm Duilio của Văn phòng Tình báo Hải quân Hoa Kỳ

Trong Chiến tranh Thế giới thứ nhất, Andrea Doria và Duilio được bổ sung thêm một cặp pháo 76 mm để làm nhiệm vụ phòng không, một khẩu pháo được đặt ở mũi tàu, và khẩu thứ hai được đặt trên nóc của tháp pháo 'X'. Năm 1925, số lượng pháo 76 mm đã được giảm xuống còn 13 khẩu, tất cả đều được đặt trên các nóc tháp pháo chính, và thêm sáu khẩu pháo 76/40 Model 1916 đời mới đã được bổ sung ở phía sau ống khói số 2. Thêm hai tổ hợp pháo phòng không 2-pounder cũng được lắp đặt sau đó. Năm 1926, hệ thống máy định tầm được nâng cấp và một máy phóng thủy phi cơ được lắp đặt ở mạn trái tại mũi tàu để phóng các thủy phi cơ Macchi M.18.
Đầu những năm 1930, mặc dù đã bắt đầu quá trình thiết kế các thiết giáp hạm lớp Littorio mới, Hải quân Hoàng gia Ý vẫn nhận ra rằng họ sẽ không thể hoàn thành kịp các con tàu này trong thời gian cần thiết. Do đó, họ đã quyết định cho hiện đại hóa các thiết giáp hạm cũ của họ như một biện pháp tạm thời nhằm đối phó với lớp thiết giáp hạm Dunkerque mới của Pháp. Hai thiết giáp hạm lớp Conte di Cavours bắt đầu được hiện đại hóa vào năm 1933, và được theo sau bởi hai thiết giáp hạm lớp Duilio vào năm 1937. Việc hiện đại hóa cho Duilio kéo dài tới tháng 7 năm 1940, và Andrea Doria là vào tháng 10 năm 1940. Phần mũi tàu gốc đựoc tháo dỡ và được thay thế bởi mũi tàu mới dài hơn, làm tăng tổng chiều dài của lớp tàu lên 186,9 m (613 ft 2 in). Sườn ngang được mở rộng lên 28,03 m (92 ft 0 in) và làm tăng mức mớn nước lên 10,3 m (33 ft 10 in). Những sự thay đổi này đã khiến mức choán nước của các tàu tăng lên đáng kể, với Andrea Doria đạt 28.882 tấn Anh (29.345 t) và Duilio đạt 29.391 tấn Anh (29.863 t), đều ở mức đầy tải. Biên chế của các tàu cũng tăng lên 1.520 người, bao gồm 70 sĩ quan và 1.450 hạ sĩ quan, thủy thủ cấp thấp.

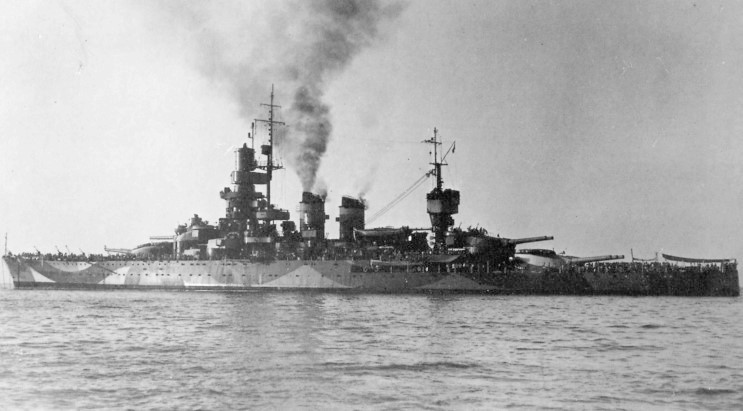
Thiết giáp hạm Andrea Doria sau khi được hiện đại hóa. Ảnh chụp tại Malta, tháng 9 năm 1943

Hai trục chân vịt đã được dỡ bỏ và động cơ tuabin hơi nước cũ được thay thế bằng hai bộ động cơ tuabin hơi nước hộp số Belluzzo, có thể tạo ra mức công suất 75.000 shp (56.000 kW). Hệ thống nồi hơi Parsons cũng được thay thế bằng tám nồi hơi siêu sôi Yarrow đời mới. Trong những chuyến thử máy sau đó, cả hai tàu đã đạt được tốc độ di chuyển 26,9–27 kn (49,8–50,0 km/h; 31,0–31,1 mph), và đạt được 26 kn (48 km/h; 30 mph) khi được đưa vào hoạt động trong Chiến tranh Thế giới thứ hai. Để phù hợp với cấu hình mới, Andrea Doria và Duilio được cung cấp 2.530 tấn Anh (2.570 t) nhiên liệu, giúp chúng có thể hoạt động được trong phạm vi tối đa là 4.000 hải lý (7.400 km; 4.600 mi) ở tốc độ 18 hải lý trên giờ (33 km/h; 21 mph).

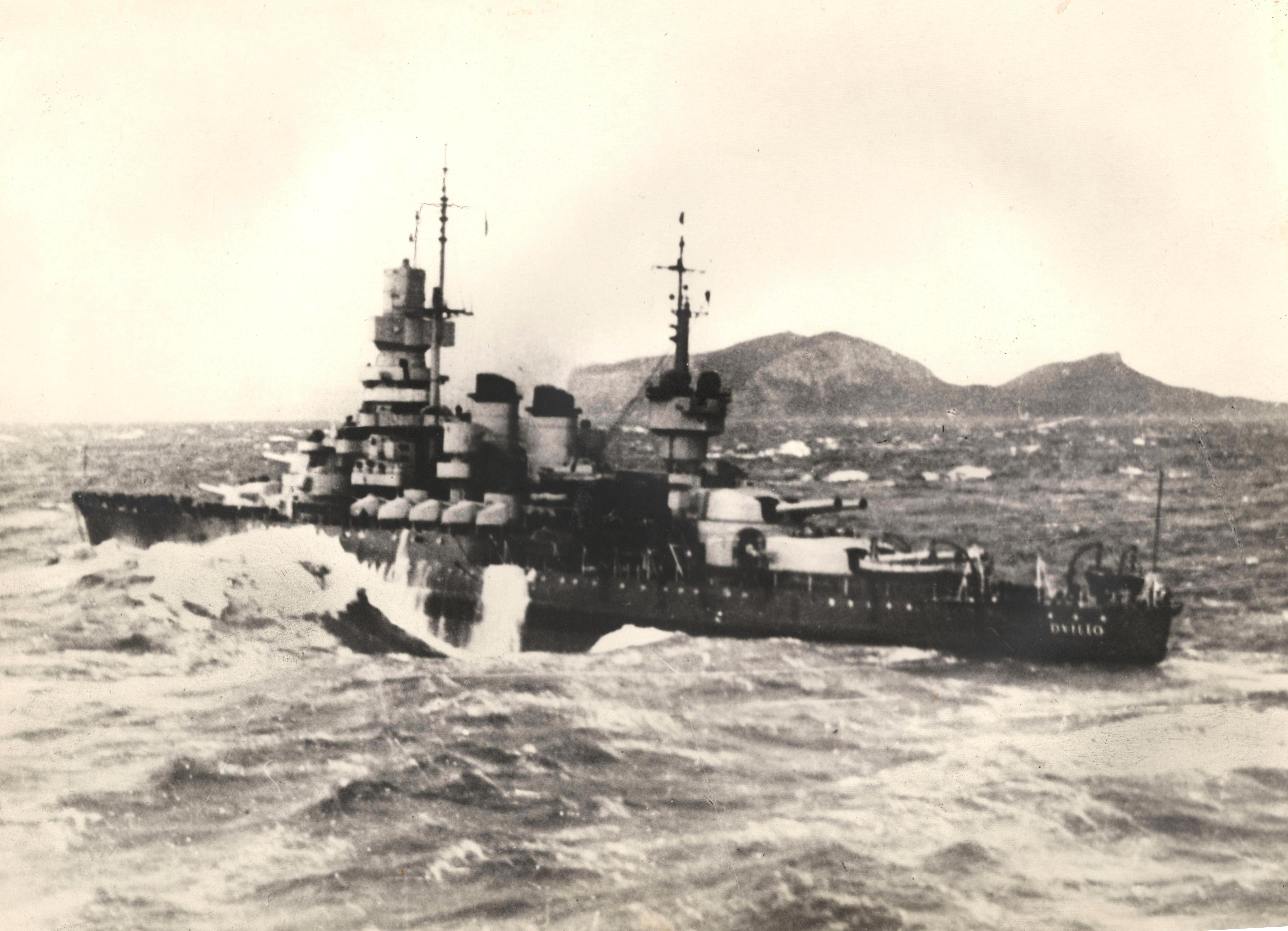
Thiết giáp hạm Duilio sau khi được hiện đại hóa

Tháp pháo trung tâm và máy phóng ngư lôi được dỡ bỏ, toàn bộ hệ thống pháo phụ được thay thế hoàn toàn bằng bốn tháp pháo 135 mm (5,3 in) ba nòng, và toàn bộ pháo phòng không được thay thế bởi pháo 90 mm lắp trong các ụ pháo một nòng. Ngoài ra, chúng còn được bổ sung thêm 15 pháo phòng không Breda 37 mm (1,5 in), được chia thành sáu cụm hai nòng và ba cụng một nòng, và 16 pháo phòng không 20 mm (0,8 in) Breda Model 35 được đặt trong các cụm hai nòng. Pháo 305 mm được mở rộng đường kính lên 320 mm và các tháp pháo được nâng cấp để được vận hành bằng điện. Pháo có góc nạp đạn tiêu chuẩn là +12°, nhưng thông số về góc nâng tối đa của pháo đến giờ vẫn còn là một ẩn số. Nhà sử học Michael J. Whitley cho rằng góc nâng tối đa của pháo sau khi được nâng cấp là +27°, trong khi nhà sử học John Campbell cho là +30°. Đạn 320 mm nặng 525 kg (1.157 lb), có tầm bắn tối đa là 28.600 m (31.300 yd) và vận tốc đầu nòng là 830 m/s (2.700 ft/s). Vào đầu năm 1942, các khẩu pháo 20 mm ở phía sau được thay thế bằng các cụm pháo 37 mm nòng đôi và pháo 20 mm được chuyển lên nóc tháp pháo 320 mm 'B', và mô tơ RPC (Rotary Phase Converter - bộ biến đổi pha quay) trong bộ ổn định nòng của pháo 90 mm đã được tháo bỏ do bộ phận này dễ bị hỏng khi dính nước. Khu vực thượng tầng phía trước được xây dựng lại với thiết kế đài chỉ huy mới, được bảo vệ bởi lớp giáp dày 260 mm (10,2 in), và hệ thống ống xả khói được bố trí gọn hơn. Đặt bên trên đài chỉ huy là một hệ thống dẫn bắn phức tạp được trang bị ba máy định tầm lớn.
Độ dày lớp giáp sàn tàu được gia cố lên 135 mm (5,3 in) và giáp mặt của các tháp pháo phụ là 120 mm (4,7 in). Hệ thống giáp bảo vệ dưới nước được thay thế bởi hệ thống đai chống ngư lôi Pugliese, về cơ bản là hai xi lanh đồng tâm được bao bọc bởi một lớp nhiên liệu hoặc nước nhằm hấp thụ sức ép của các vụ nổ ngư lôi.
Việc hiện đại hóa này đã bị một số nhà sử học hải quân chỉ trích vì những con tàu này sau cùng vẫn tỏ rõ sự yếu kém trước các thiết giáp hạm lớp Queen Elizabeth của Anh, và chi phí hiện đại hóa tàu cũng không rẻ hơn nhiều so với chi phí đóng một thiết giáp hạm lớp Littorio hoàn toàn mới. Ngoài ra, việc nâng cấp đã khiến nguồn cung thép bị quá tải, tạo ra nhiều sự chậm trễ đáng kể cho quá trình chế tạo các thiết giáp hạm mới hiện đại hơn lúc đó.

## Những chiếc trong lớp
| Tàu          | Đặt tên theo        | Xưởng đóng                                                         | Đặt lườn            | Hạ thủy             | Hoàn thành          | Số phận                |
| ------------ | ------------------- | ------------------------------------------------------------------ | ------------------- | ------------------- | ------------------- | ---------------------- |
| Andrea Doria | Đô đốc Andrea Doria | Arsenale di La Spezia, La Spezia                                   | 24 tháng 3 năm 1912 | 30 tháng 3 năm 1913 | 13 tháng 3 năm 1916 | Được bán tháo dỡ, 1961 |
| Duilio       | Gaius Duilius       | Regio Cantiere di Castellammare di Stabia, Castellammare di Stabia | 24 tháng 2 năm 1912 | 24 tháng 4 năm 1913 | 10 tháng 5 năm 1915 | Được bán tháo dỡ, 1957 |

## Lịch sử hoạt động

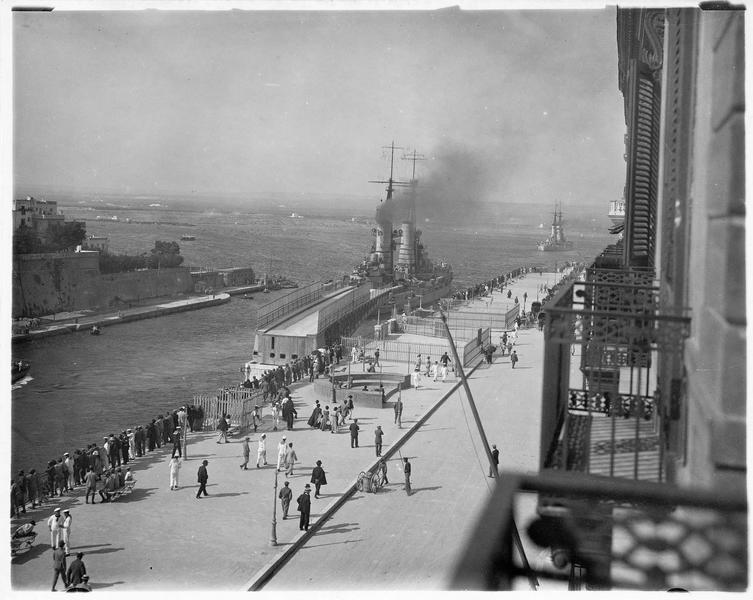
Thiết giáp hạm Duilio đang tiến vào cảng Taranto, 1915

Andrea Doria và Duilio được hoàn thành không lâu sau khi Ý gia nhập phe Hiệp ước và tham gia vào Chiến tranh Thế giới thứ nhất. Đô đốc Paolo Thaon di Revel, tham mưu trưởng Hải quân Ý, tin rằng tàu ngầm và tàu rải mìn của Áo-Hung - đối thủ hải quân chính của Ý, có thể hoạt động hiệu quả ở vùng biển nông Adriatic. Những mối đe dọa lớn này, đặc biệt đối với tàu chủ lực của Ý, được Revel coi là rất nghiêm trọng, đến mức ông không dám sử dụng hạm đội của ông một cách chủ động. Thay vào đó, Revel đã cho phong tỏa ở vùng biển phía nam Adriatic bằng một hạm đội lớn, trong khi các đơn vị tàu cỡ nhỏ hơn như tàu phóng lôi MAS, sẽ tiến hành các cuộc đột kích vào hạm đội và cơ sở vật chất của Hải quân Áo-Hung. Trong khi đó, các thiết giáp hạm của Revel sẽ được giữ lại để chuẩn bị đối đầu với hạm đội Áo-Hung trong một trận đánh quyết định. Do vậy, cả hai tàu đều không có cơ hội tham gia vào bất kỳ trận đánh nào, vì Hải quân Áo-Hung đã không cho phần lớn tàu của họ rời cảng trong suốt cuộc chiến.
Sau chiến tranh, Andrea Doria và Duilio đã tiến hành nhiều chuyến hải trình ở phía đông Địa Trung Hải, và tham gia vào nhiều cuộc tranh chấp hậu chiến về quyền kiểm soát các thành phố khác nhau. Duilio được cử đến uy hiếp İzmir vào tháng 4 năm 1919, và Andrea Doria đã giúp ngăn chặn và trấn áp việc đánh chiếm Fiume của tướng Gabriele D'Annunzio vào tháng 11 năm 1920. Duilio được lệnh hoạt động tại Biển Đen sau vụ İzmir cho đến khi nó được tiếp quản bởi thiết giáp hạm Giulio Cesare vào năm 1920. Năm 1923, Andrea Doria và Duilio được điều động đến đảo Corfu để hỗ trợ cuộc tranh chấp lãnh thổ giữa Ý và Hy Lạp. Tháng 1 năm 1925, Andrea Doria đến thăm thành phố Lisbon, Bồ Đào Nha, với vai trò là đại diện của nước Ý trong lễ kỷ niệm 400 năm ngày mất của nhà thám hiểm Vasco da Gama. Andrea Doria và Duilio tiếp tục thực hiện các chuyến hải trình trong thời bình và các chuyến thăm thiện chí trong suốt những năm 1920 và đầu những năm 1930, tới khi cả hai đều được đưa vào lực lượng dự bị vào năm 1933.

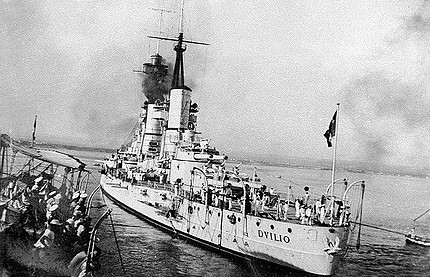
Thiết giáp hạm Duilio ở Somalia, 1935

Vào cuối những năm 1930, Hải quân Hoàng gia Ý quyết định cho hiện đại hóa Andrea Doria và Duilio, với Andrea Doria được hoàn thành vào tháng 10 năm 1940 và Duilio hoàn thành vào tháng 4 năm 1940. Tính đến thời điểm đó, nước Ý đã tham gia vào Chiến tranh Thế giới thứ hai với vai trò là một thành viên của Khối Trục, và hai tàu được biên chế vào Hải đoàn 5 ở Taranto. Duilio sau đó tham gia vào một chiến dịch săn lùng thiết giáp hạm Valiant và đoàn vận tải của Anh tới Malta, nhưng không thành công. Đêm ngày 11 sáng 12 tháng 11 năm 1940, Andrea Doria và Duilio cùng các tàu chiến khác bị 21 máy bay phóng lôi Fairey Swordfish cất cánh từ hàng không mẫu hạm Illustrious tấn công khi đang neo đậu tại Taranto. Andrea Doria sống sót qua trận không kích mà không chịu bất kỳ hư hại nào, trong khi đó Duilio bị trúng một quả ngư lôi vào mạn phải tàu, buộc thủy thủ đoàn phải cho ủi tàu lên bờ để tránh bị chìm trong cảng. Duilio được đưa về Genoa và quá trình sửa chữa bắt đầu tại đó vào tháng 1 năm 1941. Vào tháng 2, Genoa bị các tàu chiến Anh thuộc Lực lượng H pháo kích; dù gây ra nhiều thiệt hại cho cơ sở hạ tầng và tàu chiến Ý trong khu vực, nhưng Duilio vẫn bình an vô sự. Việc sửa chữa kết thúc vào tháng 5 năm 1941, và Duilio quay trở lại Taranto để gia nhập hạm đội.

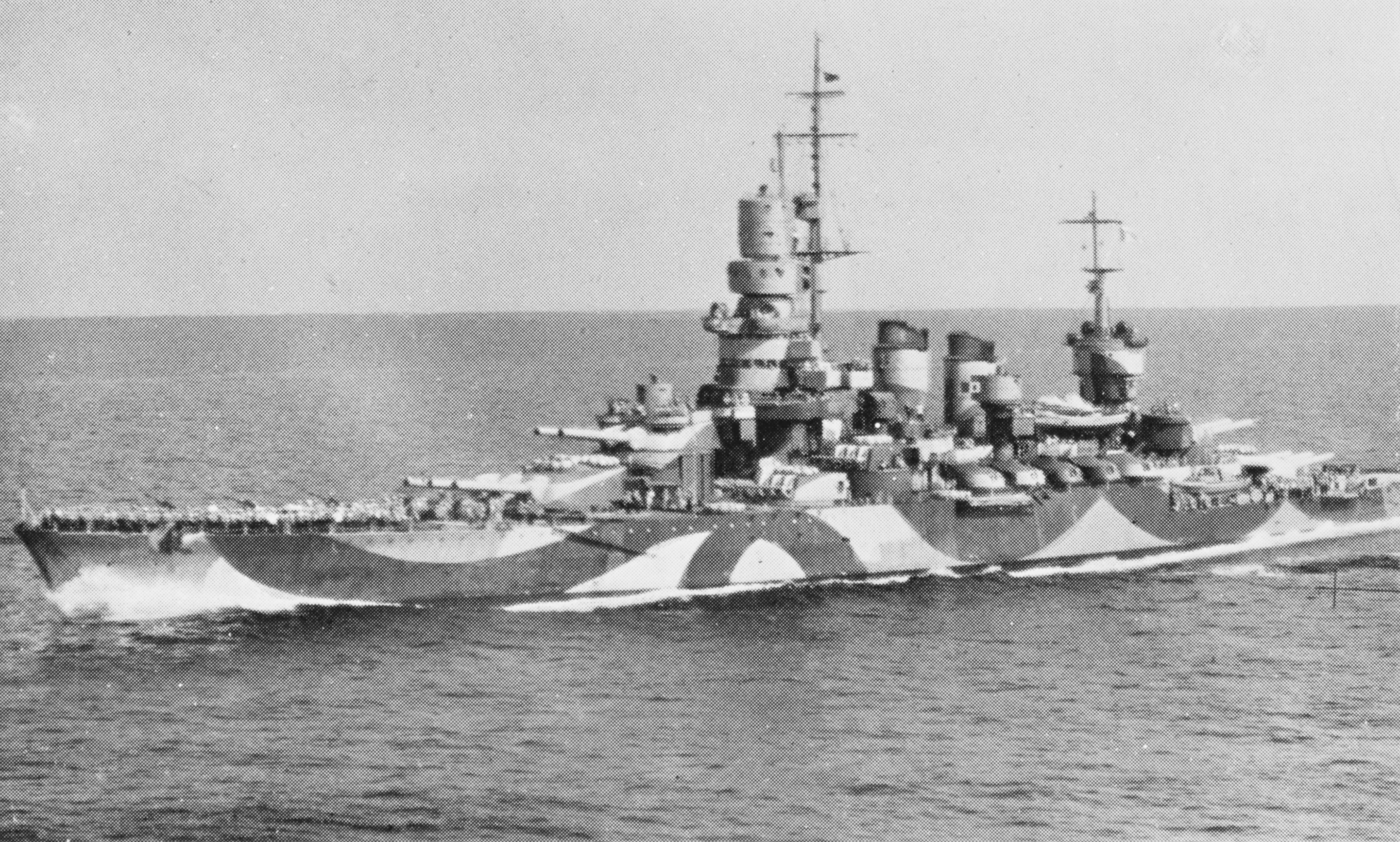
Thiết giáp hạm Andrea Doria trên đường về Malta để đầu hàng người Anh, 9 tháng 9 năm 1943

Trong thời gian Duilio được sửa chữa, Andrea Doria đã tiến hành nhiều chiến dịch đánh chặn quy mô nhằm vào các đoàn vận tải Anh đi qua Địa Trung Hải. Vào cuối năm 1941, Andrea Doria và Duilio được cử làm nhiệm vụ hộ tống các đoàn vận tải từ Ý tới Bắc Phi để tiếp tế các đơn vị Ý và Đức đang chiến đấu tại đó. Các nhiệm vụ hộ tống này bao gồm Chiến dịch M41 vào ngày 13 tháng 12 và Chiến dịch M42 từ ngày 17 tới ngày 19 tháng 12. Trong ngày đầu tiên của Chiến dịch M42, Andrea Doria và thiết giáp hạm Giulio Cesare đã bắt gặp và nghênh chiến một hạm đội tuần dương hạm và khu trục hạm của Anh tại Vịnh Sirte. Trận chiến kết thúc bất phân thắng bại do cả hai bên đều cho ngừng tấn công và truy đuổi lẫn nhau. Nhiệm vụ hộ tống đoàn vận tải tiếp tục được thực hiện tới khi được hạn chế vào đầu năm 1942, do Hải quân Hoàng gia Ý gặp phải vấn đề thiếu hụt nhiên liệu vận hành tàu một cách trầm trọng, và phần lớn hạm độ Ý được giữ lại trong các cảng trong suốt hai năm tiếp theo. Ngày 14 tháng 2, Duilio cùng hai tuần dương hạm và bảy khu trục hạm xuất kích đánh chặn đoàn vận tải MW 9 khởi hành từ Alexandria đến Malta của Anh, nhưng sau một hồi tìm kiếm hạm đội Anh không thành, tàu chiến Ý được lệnh rút về cảng. Sau khi nhận được tin về sự hiện diện của Duilio, người Anh đã cho đánh đắm tàu vận tải Rowallan Castle, trước đó đã bị máy bay Đức tấn công và làm vô hiệu hóa.

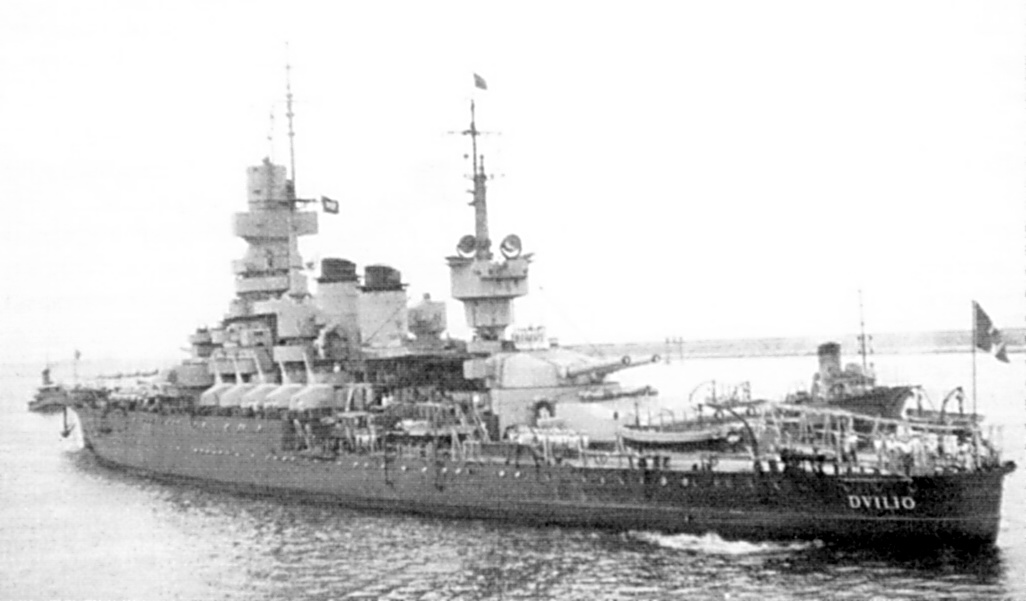
Thiết giáp hạm Duilio, 1948

Sau khi Ý đầu hàng Đồng Minh vào tháng 9 năm 1943, Andrea Doria và Duilio, cùng phần lớn các tàu chủ lực khác của Ý, được lệnh khởi hành về Malta để đầu hàng người Anh. Hai tàu được giữ lại tại đó tới năm 1944, trước khi được phe Đồng Minh cho phép quay trở về Ý; Andrea Doria quay về Syracuse, Sicily, và Duilio trở về Taranto, trước khi tiếp tục tiến về Syracuse để hội quân với Andrea Doria. Sau khi chiến tranh kết thúc, người Ý được phép giữ lại cả hai con tàu trong biên chế, và chúng tiếp tục vai trò soái hạm của hạm đội tới năm 1953, thời điểm chúng được cho ngừng hoạt động. Andrea Doria được sử dụng làm tàu huấn luyện tác xạ, trong khi đó Duilio được đưa vào hạm đội trừ bị. Tháng 9 năm 1956, cả hai tàu được xóa tên khỏi danh sách đăng bạ hải quân và được đem đi tháo dỡ trong những năm tiếp theo.

### Sách tham khảo
- Bagnasco, Ermino & de Toro, Augusto (2021). Italian Battleships: Conti di Cavour and Duilio Classes 1911–1956. Barnsley, UK: Seaforth Publishing. ISBN 978-1-5267-9987-6.
- Campbell, John (1985). Naval Weapons of World War II. Annapolis, Maryland: Naval Institute Press. ISBN 0-87021-459-4.
- Fraccaroli, Aldo (1985). “Italy”.  Trong Gray, Randal (biên tập). Conway's All the World's Fighting Ships 1906–1921. Annapolis: Naval Institute Press. ISBN 978-0-87021-907-8.
- Friedman, Norman (2011). Naval Weapons of World War One. Barnsley, UK: Seaforth. ISBN 978-1-84832-100-7.
- Garzke, William H. & Dulin, Robert O. (1985). Battleships: Axis and Neutral Battleships in World War II. Annapolis, Maryland: Naval Institute Press. ISBN 978-0-87021-101-0.
- Giorgerini, Giorgio (1980). “The Cavour & Duilio Class Battleships”.  Trong Roberts, John (biên tập). Warship IV. London: Conway Maritime Press. ISBN 0-85177-205-6.
- Halpern, Paul G. (1995). A Naval History of World War I. Annapolis, Maryland: Naval Institute Press. ISBN 1-55750-352-4.
- Ireland, Bernard (2004). War in the Mediterranean 1940–1943. Annapolis, Maryland: Naval Institute Press. ISBN 1-84415-047-X.
- Ordovini, Aldo F.; Petronio, Fulvio;  và đồng nghiệp (tháng 12 năm 2017). “Capital Ships of the Royal Italian Navy, 1860–1918: Part 4: Dreadnought Battleships”. Warship International. LIV (4). ISSN 0043-0374.
- Preston, Antony (1972). Battleships of World War I: An Illustrated Encyclopedia of the Battleships of All Nations 1914–1918. New York: Galahad Books. ISBN 0-88365-300-1.
- Rohwer, Jürgen (2005). Chronology of the War at Sea 1939–1945: The Naval History of World War Two . Annapolis, Maryland: Naval Institute Press. ISBN 1-59114-119-2.
- Silverstone, Paul H. (1984). Directory of the World's Capital Ships. New York: Hippocrene Books. ISBN 0-88254-979-0.
- Whitley, M. J. (1998). Battleships of World War II. Annapolis, Maryland: Naval Institute Press. ISBN 1-55750-184-X.
- Woodman, Richard (2000). Malta Convoys 1940–1943. London: John Murray. ISBN 0-7195-6408-5.